# Dům kultury Ústí nad Labem
Dům kultury Ústí nad Labem je budova určená pro kulturní a společenské účely. Nachází se v ulici Velká hradební v centru města Ústí nad Labem.

## Historie
Budova stojí na místě neogotické Schaffnerovy vily z 19. století bývalého ředitele ústecké Spolchemie Maxe Schaffnera, která byla stržena v roce 1959 za pomocí trhavin. Hlavními architekty projektu kulturního domu se stali Helena Láchová Skálová a Jaroslav Lácha. Stavba byla dokončena v březnu 1964 a slavnostně otevřena v květnu stejného roku, nesla název Odborový dům kultury pracujících.

## Popis
Nachází se v ní především kinosál, divadelní sál, reprezentační sál a přednášková místnost. Najdeme zde také restauraci a snack bar. Budova je schopna pojmout až 2700 návštěvníků.

## Galerie

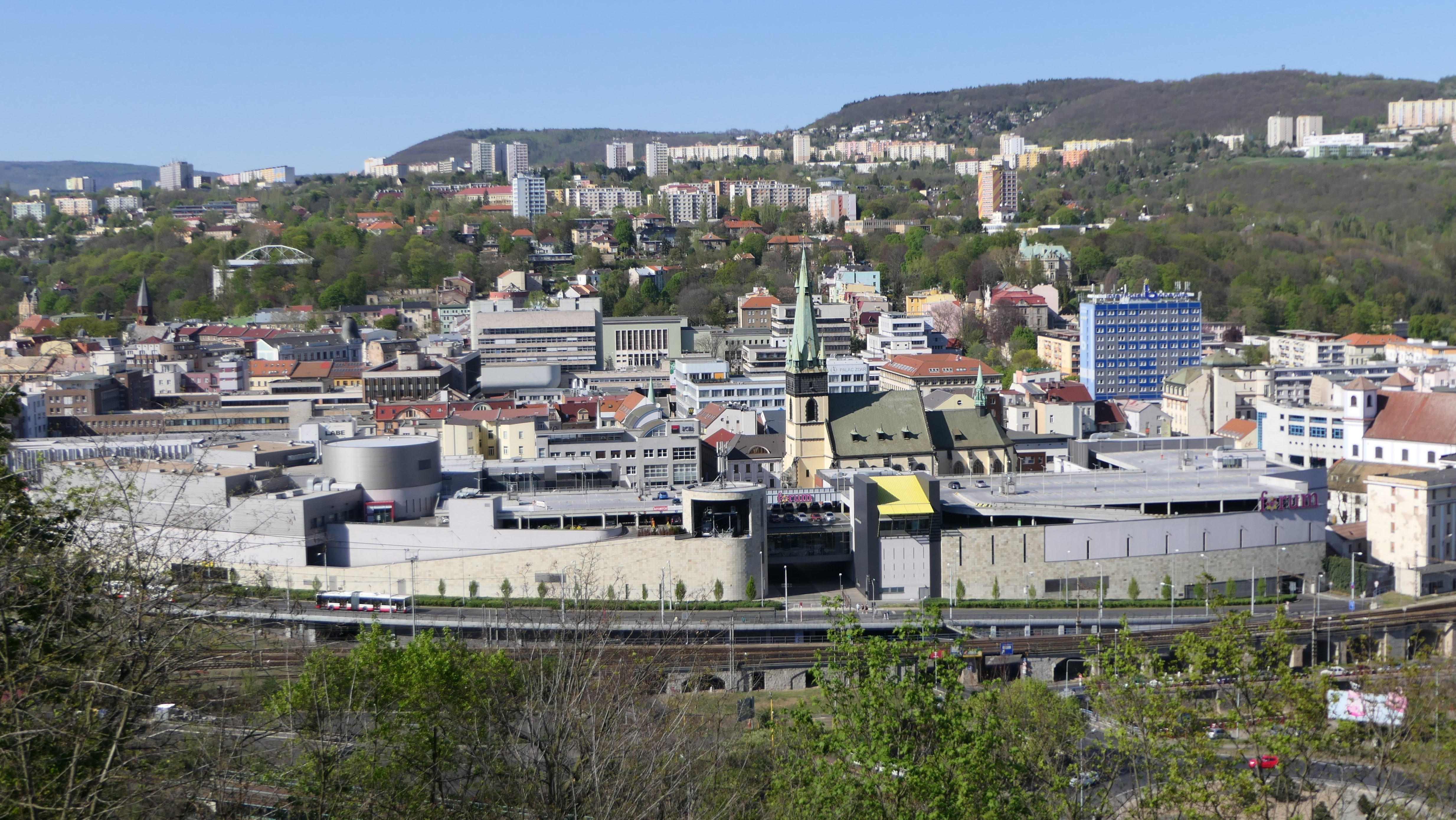
Pohled z Větruše, dům kultury je zhruba uprostřed
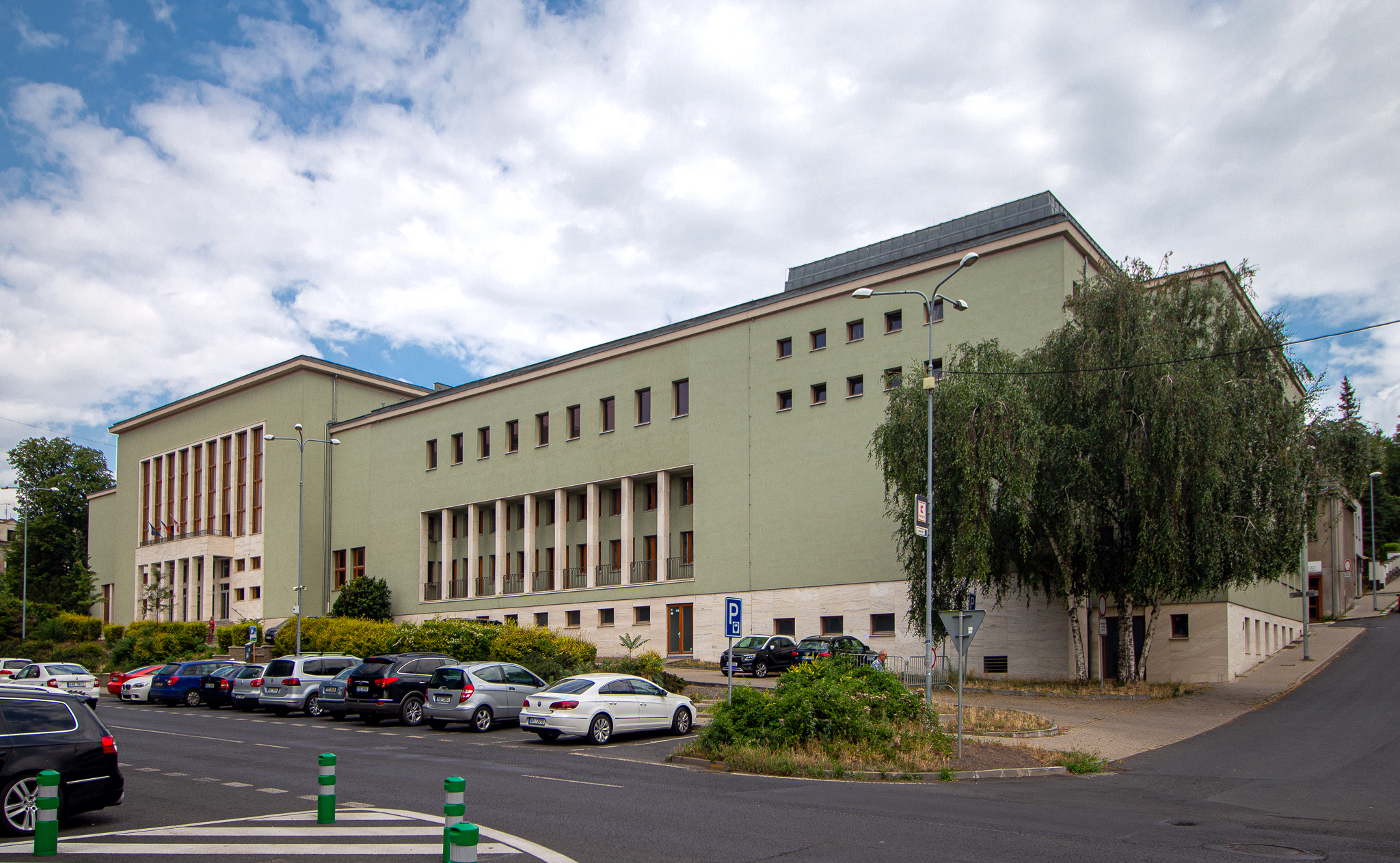